# KFC Eendracht Zele
KFC Eendracht Zele is een Belgische voetbalclub uit Zele. De club is bij de KBVB aangesloten met stamnummer 1046 en heeft wit-zwart-rood als clubkleuren. De club speelde in zijn bestaan in totaal bijna vijf decennia in de nationale reeksen.

## Geschiedenis
Op 5 oktober 1925 werd in Zele voetbalclub Katholieke Sportopbeuring Football Club Scela opgericht. Deze club sloot zich een jaar later aan bij de Belgische Voetbalbond als Football Club Scela Zele en kreeg stamnummer 783 toegekend. Een jaar later, in de zomer van 1927, ontstond een tweede club, Sportkring Zele. Ook deze club sloot zich aan bij de Voetbalbond, en kreeg stamnummer 1046. De eerste club, FC Scela Zele, werd eind 1929 alweer geschrapt, toen ze de overstap maakte naar de Diocesaan Sportverbond Oost-Vlaanderen, een met de KBVB concurrerende voetbalbond. De club keerde echter in in april 1932 terug naar de Belgische Voetbalbond. Bij de heraansluiting kreeg men stamnummer 1837 toegekend, het oude stamnummer 783 was immers drie jaar eerder geschrapt. Beide clubs speelde in de Oost-Vlaamse provinciale reeksen.
In 1951 kreeg Scela de koninklijke titel en werd KFC Scela Zele, een jaar later volgde SK Zele, dat KSK Zele werd. In 1956 bereikte KFC Scela Zele voor het eerst de nationale Vierde Klasse. De club bleef daar het volgende decennium spelen, en behaalde er meestal een plaats in de middenmoot.
Op 14 maart 1968 werd in Zele nog een voetbalclub opgericht, Football Club De Zeven Zele, dat bij de voetbalbond aansloot en er stamnummer 7170 kreeg toegekend. Op 1 juli 1970 fusioneerden de clubs KSK Zele, KFC Scela Zele en FC De Zeven Zele tot een nieuwe club, Koninklijke Football Club Eendracht Zele. De fusieclub speelde verder met stamnummer 1046 van KSK Zele. Stamnummer 1837 van Scela en 7170 van De Zeven werden geschrapt. De fusieclub speelde voort in Vierde Klasse.
Al gauw deed Zele er mee met de beteren. In 1973 won Eendracht Zele zijn reeks en promoveerde zo voor het eerst in zijn bestaan naar Derde Klasse. Zele bleef er vele jaren spelen, meestal in de middenmoot. In 1982 eindigde de ploeg tweede, weliswaar op een ruime 6 punten van reekswinnaar Sint-Niklase SK. Het jaar erna ontliep Zele de degradatie slechts met één puntje verschil. De club bleef zich daarna verder vlot handhaven. Het dichtst bij een titel en promotie kwam Zele in 1987. De ploeg eindigde als derde, met even veel punten als RAA Louviéroise en op amper een punt van reekswinnaar KFC Eeklo. Dit resultaat kon men de volgende jaren niet meer herhalen. Eendracht Zele bleef nog meerdere jaren in Derde Klasse tot men in 1992 als voorlaatste eindigde. Na 19 jaar in Derde Klasse zakte de club terug naar Bevordering.
In 1995 werd Zele daar tweede en pakte een plaats in de eindronde. De ploeg won na strafschoppen van RRC Tournaisien, maar werd daarna uitgeschakeld door KAS Eupen, eveneens na strafschoppen, en miste zo de promotie. Het jaar erop kende men echter wel weer succes. Eendracht Zele won zijn reeks in 1996 en promoveerde zo na vier jaar opnieuw naar Derde Klasse.
Het verblijf zou er ditmaal echter van korte duur zijn. Zele eindigde er als allerlaatste en zakte in 1997 na amper een jaar terug. Het ging bovendien verder bergaf met de club, want ook in Vierde Klasse eindigde men meteen op de allerlaatste plaats. Na 28 jaar verdween fusieclub Eendracht Zele weer naar de provinciale reeksen. Voor het eerst in meer dan vier decennia was er zo geen nationaal spelende club in Zele.
Eendracht Zele bleef in de provinciale reeksen hangen en zakte in 2000 zelfs naar Tweede Provinciale. Een 14de plaats in 2002/03 was daar het dieptepunt. De club herstelde zich echter. Dankzij een titel in 2004 keerde men terug naar de hoogste provinciale reeks en na acht jaar keerde Eendracht Zele in 2006 dankzij de eindronde terug in de nationale Vierde Klasse.
In 2010/11 eindigde Eendracht Zele in Vierde Klasse op een 14de plaats en degradeerde terug naar de provinciale reeksen. In 2012 kon de club zich in Eerste Provinciale al op de 23ste speeldag verzekeren van de titel, en dit als de eerste kampioen in alle reeksen in België, en zo keerde men na een seizoen al terug in de nationale reeksen.
Na twee seizoenen haalde Eendracht Zele in 2014 al de titel in Vierde Klasse en zo promoveerde men verder naar Derde Klasse. Het verblijf daar duurde maar een seizoen en in 2015 degradeerde men weer. In het eerste jaar na de degradatie werd de club 6e. Na de hervormingen in het Belgische voetbal werd Vierde Klasse omgedoopt tot Derde Klasse Amateurs, waaruit Eendracht degradeerde in 2017. 
In de hoogste provinciale reeks werd Zele 10e na een moeilijk seizoen waarbij het na een vliegende start toch nog in een moeilijke situatie verzeild geraakte. Het tweede seizoen in deze reeks behaalde Eendracht Zele een veel beter resultaat en beëindigde het seizoen 2018/19 op een gedeelde tweede plek met promovendus KRC Bambrugge. Het seizoen 2019/2020 werd vroegtijdig gestopt wegens de coronacrisis, hierdoor bleef de club steken op een 9e plek.
Ne ettelijke jaren in Eerste Provinciale, gooide de club de handdoek in de ring na het seizoen 2022/23 wegens financiële problemen. Het jaar erop deed de club een doorstart in 4e Provinciale.

## Resultaten
| Seizoen | Klasse | Klasse | Klasse | Klasse | Klasse | Klasse | Klasse | Klasse | Klasse | Reeks                                                    | Punten                                                   | Opmerkingen                                                    |
|         | I      | I      | II     | III    | IV     | P.I    | P.II   | P.III  | P.IV   |                                                          |                                                          |                                                                |
| ------- | ------ | ------ | ------ | ------ | ------ | ------ | ------ | ------ | ------ | -------------------------------------------------------- | -------------------------------------------------------- | -------------------------------------------------------------- |
| 2005/06 |        |        |        |        |        |        |        |        |        | Eerste prov. O-Vl.                                       |                                                          | Promotie na winst in eindronde                                 |
| 2006/07 |        |        |        |        | 11     |        |        |        |        | Vierde klasse A                                          | 38                                                       |                                                                |
| 2007/08 |        |        |        |        | 10     |        |        |        |        | Vierde klasse B                                          | 35                                                       |                                                                |
| 2008/09 |        |        |        |        | 12     |        |        |        |        | Vierde klasse B                                          | 33                                                       |                                                                |
| 2009/10 |        |        |        |        | 11     |        |        |        |        | Vierde klasse A                                          | 30                                                       |                                                                |
| 2010/11 |        |        |        |        | 14     |        |        |        |        | Vierde klasse A                                          | 32                                                       |                                                                |
| 2011/12 |        |        |        |        |        | 1      |        |        |        | Eerste prov. O-Vl.                                       | 73                                                       |                                                                |
| 2012/13 |        |        |        |        | 11     |        |        |        |        | Vierde klasse A                                          | 41                                                       |                                                                |
| 2013/14 |        |        |        |        | 1      |        |        |        |        | Vierde klasse B                                          | 55                                                       |                                                                |
| 2014/15 |        |        |        | 17     |        |        |        |        |        | Derde klasse A                                           | 30                                                       |                                                                |
| 2015/16 |        |        |        |        | 6      |        |        |        |        | Vierde klasse B                                          | 50                                                       |                                                                |
|         | 1A     | 1B     | 1Am    | 2Am    | 3Am    | P.I    | P.II   | P.III  | P.IV   | Vanaf 2016-17 zijn er 3 nationale en 2 regionale niveaus | Vanaf 2016-17 zijn er 3 nationale en 2 regionale niveaus | Vanaf 2016-17 zijn er 3 nationale en 2 regionale niveaus       |
| 2016/17 |        |        |        |        | 16     |        |        |        |        | Derde klasse Am.                                         | 18                                                       |                                                                |
| 2017/18 |        |        |        |        |        | 10     |        |        |        | Eerste prov. O-Vl.                                       | 42                                                       |                                                                |
| 2018/19 |        |        |        |        |        | 3      |        |        |        | Eerste prov. O-Vl.                                       | 54                                                       |                                                                |
| 2019/20 |        |        |        |        |        | 9      |        |        |        | Eerste prov. O-Vl.                                       | 35                                                       | Competitie werd stopgezet na 25 speeldagen wegens coronacrisis |
| 2020/21 |        |        |        |        |        | 2      |        |        |        | Eerste prov. O-Vl.                                       | 15                                                       | Competitie werd stopgezet na 5 speeldagen wegens coronacrisis  |
| 2021/22 |        |        |        |        |        | 8      |        |        |        | Eerste prov. O-Vl.                                       | 39                                                       |                                                                |
| 2022/23 |        |        |        |        |        | 12     |        |        |        | Eerste prov. O-Vl.                                       | 36                                                       | Doorstart in 4e Provinciale                                    |
| 2023/24 |        |        |        |        |        |        |        |        | 11     | Vierde prov. O-Vl. E                                     | 21                                                       |                                                                |
| 2024/25 |        |        |        |        |        |        |        |        | 5      | Vierde prov. O-Vl. E                                     | 45                                                       |                                                                |
| 2025/26 |        |        |        |        |        |        |        |        |        | Derde prov. O-Vl. E                                      |                                                          |                                                                |

### Spelerskern (2021-2022)
| No.           | Naam                  | Nationaliteit | Geboortedatum | Vorige club              |
| ------------- | --------------------- | ------------- | ------------- | ------------------------ |
| Keepers       |                       |               |               |                          |
|               | Jan Van den Abbeele   | België        | 17-01-1990    | SK Berlare               |
|               | Louis Vercammen       | België        | 29-01-2000    | Sporting Lokeren (jeugd) |
|               | Kobe Van De Sype      | België        | 20-04-2003    | S.K. Lochristi           |
| Verdedigers   |                       |               |               |                          |
|               | Toon Van Acker        | België        | 06-06-1990    | SK Berlare               |
|               | Maxime Bicqué         | België        | 13-10-1993    | Sporting Lokeren (jeugd) |
|               | Kyann De Smit         | België        | 04-09-1996    | Athletico Oudenbos       |
|               | Cédric Francis Heylen | België        | 04-10-1995    | Sporting Lokeren (jeugd) |
|               | Davud Uçak            | België        | 20-12-1993    | KFC Assenede             |
| Middenvelders |                       |               |               |                          |
|               | Wannes Van de Weghe   | België        | 23-12-1999    | jeugd                    |
|               | Bram De Gucht         | België        | 13-11-1999    | jeugd                    |
|               | Greg Macharis         | België        | 23-12-1989    | Heikant Zele             |
|               | Lars Kint             | België        | 18-03-1991    | KVK Svelta Melsele       |
|               | Nils De Vuyst         | België        | 19-03-1991    | Heikant Zele             |
|               | Stef De Bruyne        | België        | 26-01-1997    | jeugd                    |
|               | Lesley Hoorens        | België        | 24-05-1989    | KVV Vlaamse Ardennen     |
| Aanvallers    |                       |               |               |                          |
|               | Maarten Cooreman      | België        | 01-02-1990    | FC Lebbeke               |
|               | Senne Van Ransbeeck   | België        | 09-07-2001    | Sporting Lokeren (jeugd) |
|               | Yassin Badi           | België        | 18-08-1994    | KFC Hoger Op Kalken      |